# Биг Траут
Езерото Биг Траут (Голямо Пъстървово езеро) (на английски: Big Trout Lake) е 12-о по големина езеро в провинция Онтарио. Площта му, заедно с островите в него е 661 км2, която му отрежда 65-о място сред езерата на Канада. Площта само на водното огледало без островите е 624 км2. Надморската височина на водата е 213 м.
Езерото се намирана на 285 км югозападно от Хъдсъновия залив, в северозападната част на провинция Онтарио. Биг Траут има дължина от запад на изток 54 км, а максималната му ширина е 27 км. Водосборен басейн – 4350 км2. От запад в езерото се влива река Фон и изтича от източния му край, десен приток на река Северн, вливаща се в Хъдсъновия залив. Езерото Биг Траут, в сравнение с останалите канадски езера, има слабо разчленената брегова линия. По-разчленено е северното крайбрежие, където има доста заливи, полуострови и острови (Биг, Пост и др. с обща площ 37 km2). Максимална дълбочина – 39,6 м. Водното ниво се намира на 213 м н.в., а в периода от ноември до май е покрито с дебела ледена кора.
В източната част на остров Пост е разположено единственото селище по бреговете му – Китченумейкузиб (Kitchenuhmaykoosib), в близост до което има изградено летище.
Западната част на езерото и устието на река Фон, попадат в провинциалния парк „Фон Ривър“